# Черноморская группа войск
Черномо́рская гру́ппа войск Закавказского фронта, Черноморская группа войск Северо-Кавказского фронта — временное оперативное объединение советских войск Закавказского фронта, а затем Северо-Кавказского фронта во время Великой Отечественной войны.

## Черноморская группа войск Закавказского фронта
Черноморская группа войск Закавказского фронта создана 3 сентября 1942 года преобразованием Северо-Кавказского фронта в Черноморскую группу войск Закавказского фронта.

### Участие в сражениях и битвах
Участвовала в битве за Кавказ 1942—1943 годов. Оборонялась на приморском направлении, в 1942 году завершила Новороссийскую и провела Туапсинскую операции.
В январе 1943 наступала на Краснодар и Новороссийск.
- Новороссийская оборонительная операция — с 3 сентября 1942 года по 26 сентября 1942 года
- Туапсинская операция — с 25 сентября 1942 года по 20 декабря 1942 года
- Новороссийско-Майкопская наступательная операция — с 11 января 1943 года по 4 февраля 1943 года

5 февраля 1943 года Черноморская группа войск перешла в состав Северо-Кавказского фронта, сохранив свою структуру.

### Командование
Командующие
- генерал-полковник Я. Т. Черевиченко,
- генерал-лейтенант И. Е. Петров, с 17 октября 1942 года

Начальники штаба
- генерал-лейтенант А. И. Антонов

Члены Военного Совета
- дивизионный комиссар, а с 6 декабря 1942 года генерал-майор С. Е. Колонин (ноябрь 1942 — март 1943)

### Боевой состав
- 18-я армия
- 46-я армия
- 47-я армия
- 56-я армия
- 5-я воздушная армия
  - 132-я бомбардировочная авиационная дивизия[2]
    - 6-й бомбардировочный авиационный полк[2]
    - 367-й бомбардировочный авиационный полк[2]

  - 236-я истребительная авиационная дивизия[2]
    - 267-й истребительный авиационный полк[2]
    - 518-й истребительный авиационный полк[2]
    - 502-й штурмовой авиационный полк[2]
    - 246-й истребительный авиационный полк
    - 931-й истребительный авиационный полк
    - 611-й истребительный авиационный полк
    - 975-й истребительный авиационный полк
    - 977-й истребительный авиационный полк
    - 269-й истребительный авиационный полк

  - 237-я истребительная авиационная дивизия[2]
    - 36-й истребительный авиационный полк[2]

  - 238-я штурмовая авиационная дивизия (с 03.09.1942 г. по 15.09.1942 г.)
    - 214-й штурмовой авиационный полк
    - 482-й истребительный авиационный полк[3]
    - 628-й истребительный авиационный полк[3]

  - 295-я истребительная авиационная дивизия[2]
    - 975-й истребительный авиационный полк[2]
    - 116-й истребительный авиационный полк[3]
    - 149-я разведывательная авиационная эскадрилья[2]
    - отдельная бомбардировочная авиационная эскадрилья[2]

  - 214-я штурмовая авиационная дивизия
  - 763-я бомбардировочный авиационный полк[2]
  - 718-я смешанный авиационный полк
  - 750-я смешанный авиационный полк
  - 931-я смешанный авиационный полк
  - 742-й отдельный разведывательный авиационный полк[2]
  - 325-й транспортный авиационный полк[2]

## Черноморская группа войск Северо-Кавказского фронта
5 февраля 1943 Черноморская группа войск Закавказского фронта передается из состава Закавказского фронта Северо-Кавказскому фронту.
- Краснодарская наступательная операция — с 9 февраля 1943 года по март 1943 года

15 марта 1943 расформировывается полевое управление Черноморской группы войск Северо-Кавказского фронта, войска которой передаются Северо-Кавказскому фронту.